# Moțiori, Arad
Moțiori este un sat în comuna Apateu din județul Arad, Crișana, România. Satul este situat în Câmpia Crișurilor. Aflat în nordul Județului Arad,mai precis în Câmpia Cermeiului, o subdiviziune a Câmpiei Crișurilor, satul Moțiori este situat la 2 km de Berechiu, la 7 km de Apateu, la 5 km de Șomoșcheș, la 10 de Cermei. De la Motiori până la orașele din zonă sunt următoarele distanțe: Ineu - 30 km, Chișineu Criș - 35 km, Salonta - 30 km, Arad - 87 km, Oradea - 65 km.
Locuitorii satului Moțiori sunt moți, primii locuitori ai satului venind în jurul anului 1925. Din 1928 în Moțiori vor funcționa o școală de stat cu clasele I-IV, precum și Parohia Ortodoxă Moțiori. Localitatea a aparținut administrativ de Comuna Berechiu, până la trecerea ei în componența Comunei Apateu.
Satul este format acum din 190 de numere de casă, o populație de aproximativ 270 de persoane, cu cetațenie română, de religie ortodoxă. Principala activitate a locuitorilor este agricultura de subzistență.
În satul Moțiori a funcționat din 1928 o scoală primară, unde au învățat fii satului până în 2009, când școala a fost desființată. 
A existat în sat și o biserică ortodoxă din "văiugă" - pământ, care a fost demolată în anii '90, pe locul ei construindu-se actuala casă parohială.
În perioada comunistă, satul Moțiori aparținea din punct de vedere agricol de C.A.P. Berechiu, fiind Ferma numărul 3 al acestuia. Până în anii '70 exista la Moțiori, chiar la intrare în localitate, Secția Mecanizată de Tractoare, care apoi a fost strămutată la Berechiu.